# Ácido aminolevulínico sintasa
La ácido aminolevulínico sintasa (EC 2.3.1.37) es una enzima de la clase transferasa que cataliza la condensación del grupo succinilo del succinil-coenzima A con glicina para formar delta-aminolevulinato. Es una enzima expresada en todos los organismos eucariotas no vegetales y en ciertas proteobacterias. En humanos, la transcripción genética de la ALA sintetasa es efectivamente controlada por la presencia de Fe2+. Ese estricto control de la enzima se debe a que el organismo necesita prevenir la acumulación de intermediarios en la producción de porfirinas cuando el hierro no está presente. La enzima es inhibida por la presencia de hemina y glucosa. La enzima es estimulada además por la presencia de alcohol, barbitúricos y condiciones de bajo oxígeno en los tejidos. Requiere de piridoxal fosfato como cofactor.